# Iñigo Lekue
Iñigo Lekue (Bilbau, 4 de maio de 1993) é um futebolista profissional espanhol que atua como defensor.

## Carreira
Iñigo Lekue começou a carreira no Baskonia.

## Títulos

#### Athletic Bilbao
- Supercopa da Espanha: 2020-21
- Copa do Rei: 2023–24